# Ауаса
Ауаса (на амхарски: አዋሳ) е град в Етиопия, на брега на едноименното езеро в Голямата рифтова долина. Намира се на 273 км южно от Адис Абеба, на 130 км източно от Содо и на 75 км северно от Дила.
Градът е столица на Региона на южните нации, и е специална зона в него. Ауаса се намира на трансафриканската магистрала 4 (Кайро-Кейптаун). Надморската му височина е 1708 метра.
От 1978 г. Ауаса е столица на бившата провинция Сидамо – до промяната на границите на провинциите с приемането на конституцията от 1995 година. В града се намират университет (който включва колеж по земеделие, централен корпус и колеж по медицински науки), адвентистки колеж и голям пазар. Градът се обслужва от едноименното летище, открито през 1988 година. Градът е електрифициран, има пощенски и телефонни услуги. Основните туристически атракции са църквата „Свети Гавраил“ и стадион „Канема“. За местната икономика основен отрасъл е риболова.

## История
На 31 май 2002 г. вестник „Адис Абеба трибюн“ съобщава, че на 14 март същата година правителствените сили за сигурност в Ауаса са убили 38 земеделци, които са протестирали срещу решението на правителството за преместване на столицата на провинция Сидамо, и да превърне Ауаса в град със специален режим, подобен на Дире Дава.

## Население

### Демография
Според преброяването от 2007 г., проведено от Централната статистически агенция на Етиопия, зоната е с обща численост на населението от 258 808 жители, от които 133 123 мъже и 125 685 жени. В Ауаса живеят 157 879 или 61%, а останалата част от населението на зоната живее в околните селски райони.
Петте най-големи етнически групи в зоната са сидамо (48,67%), амхара (15,43%), уелейта (13,9%), оромо (5,21%), и гураге (4,33%); другите етнически групи са 12,46% от населението. Сидамо е говорен като първи език от 47,97% от жителите, 31,01% говорят амхарски, 9,58% говорят уелейта, а 2,07% – оромо.